# Statisk IP-adresse
En statisk IP-adresse er en IP-adresse der er den samme for samme datamaskine gennem flere datanet-opkoblinger.
Det kan ske på flere måder:
- IP-adressen bliver konfigureret lokalt på datamaskinen efter anvisninger fra netværksadministratoren.
- IP-adressen bliver konfigureret statisk på en DHCP-server, sammen med datamaskinens netkorts MAC-adresse

| Internet | Spire Denne internet-relaterede artikel er en spire som bør udbygges. Du er velkommen til at hjælpe Wikipedia ved at udvide den. |